# Boston Latin School
La Boston Latin School (école de latin de Boston) est une école fondée le 23 avril 1635, à Boston, dans le Massachusetts. C'est l'école la plus ancienne des États-Unis.

## Histoire
La Boston Latin School est fondée le 23 avril 1635 par la ville de Boston,. Les premières classes eurent lieu dans la maison de Philemon Pormort. John Hull fut le premier étudiant à sortir de l'école en 1637.

## Sports
Les équipes sportives de l'école sont connues sous le nom de Wolfpack de Boston Latin. Leurs couleurs sont le mauve et le blanc. 

### Football américain
Au football américain, Boston Latin joue contre son rival, Boston English (en), à chaque thanksgiving depuis 1887, faisant de cette rivalité la plus vieille rivalité entre lycées des États-Unis.

## Personnalités liées
Étudiants
- Samuel Adams
- Joseph Kennedy
- Yvonne Y. Clark (1929-2019), ingénieure.
- Raph Waldo Emerson